# Molophilus armatissimus
Molophilus armatissimus là một loài ruồi trong họ Limoniidae. Chúng phân bố ở miền Cổ bắc.